# Институт педагогики и психологии ПетрГУ
Институ́т педаго́гики и психоло́гии — структурное подразделение Петрозаводского государственного университета, возникшее в 2013 году после реорганизации Карельской государственной педагогической академии.

## История

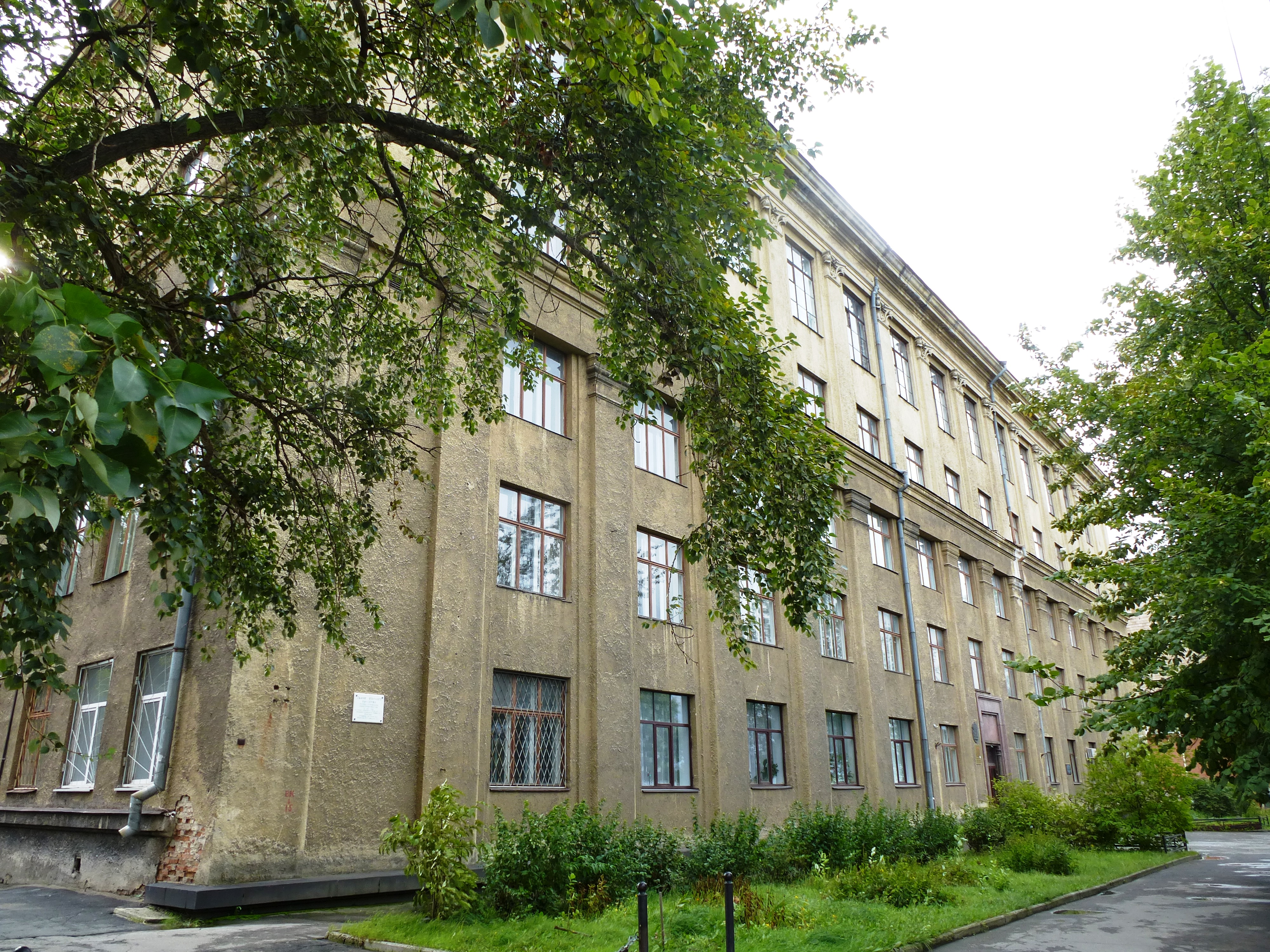
Главный корпус на ул. Пушкинской, 17

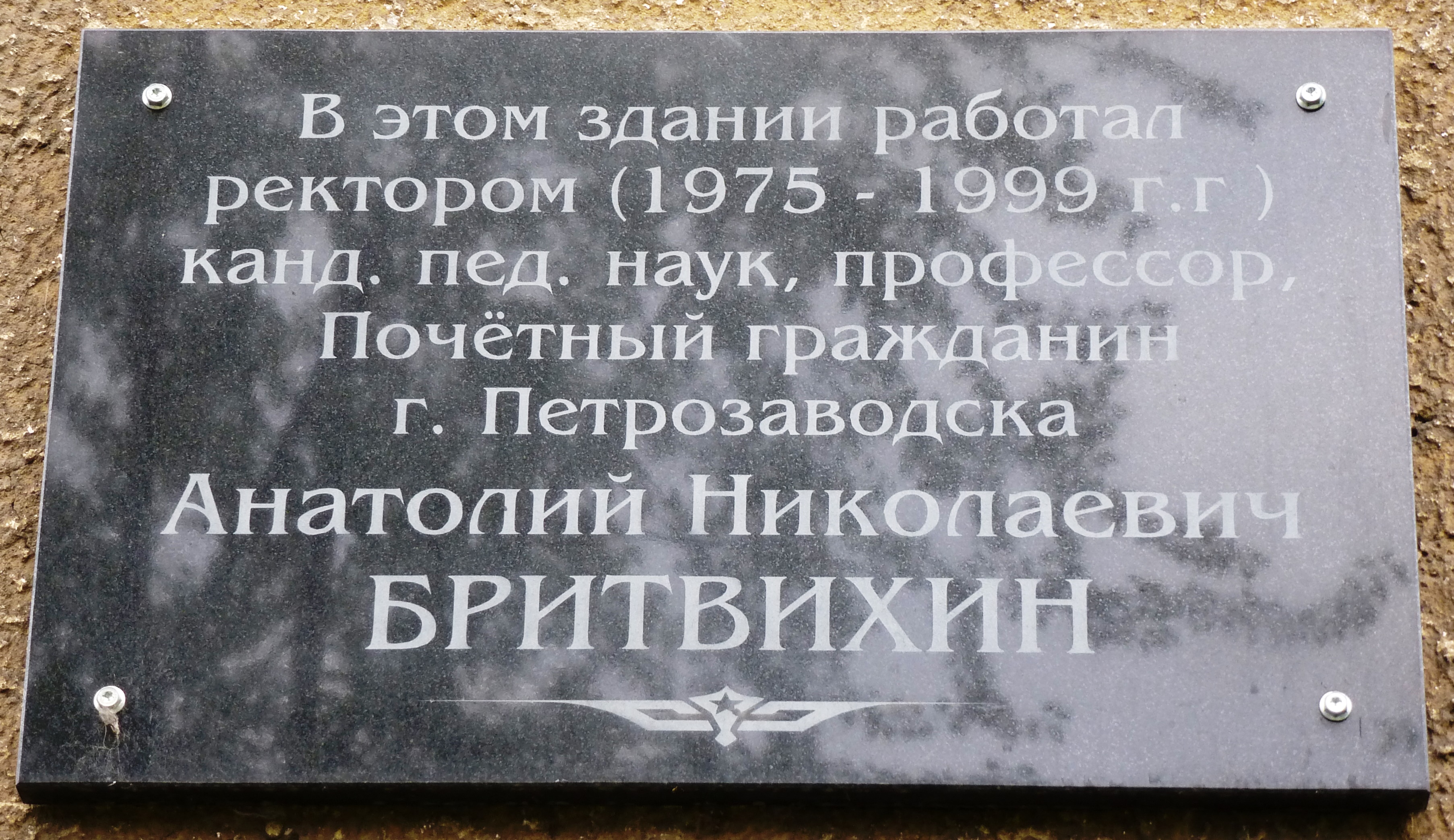
Мемориальная доска на здании Главного корпуса по ул. Пушкинской, 17

- 24 августа 1931 года — Постановление Совета Народных Комиссаров Автономной Карельской ССР об организации Карельского государственного педагогического института (КГПИ).
- 8 ноября 1931 года — церемония открытия института.
- 1932 год — открыты факультет естествознания и педагогический рабфак.
- 1933 год — открыты филологический и исторический факультеты.
- 1934 год — русские отделения переданы заочному сектору ЛГПИ им. А. И. Герцена. Заочное отделение КГПИ стало исключительно национальным, преподавание на нём велось только на финском языке. Открыт физико-математический факультет.
- 1935 год — преобразован в Карельский государственный педагогический и учительский институт.
- 30 марта 1940 года — переименован в Карело-Финский государственный педагогический и учительский институт и переподчинён Наркомпросу КФССР.
- 1 сентября 1940 года — преобразован в Карело-Финский государственный университет, из состава педагогического института выделен Учительский институт, состоялся последний довоенный выпуск педагогического института.
- 10 июня 1941 года — Учительский институт передан в ведение Карело-Финского государственного университета.
- С ноября 1943 года — Учительский институт восстановлен и начал свою работу в Кеми.
- В сентябре 1944 года — институт возвращён из эвакуации в Петрозаводск, открыто заочное отделение.
- С 1951 года — открыт Карело-Финский государственный педагогический институт (КФГПИ).
- 20 августа 1956 года преобразован в Карельский государственный педагогический институт
- 1959 год — открыты факультеты физического воспитания и педагогики.
- 1962 год — открыта аспирантура.
- 1965 год — открыт факультет иностранных языков.
- 1967 год — институт передан в непосредственное подчинение Министерства просвещения РСФСР.
- 1981 год — институт награждён Орденом «Знак Почёта».
- 1982 год — открыт факультет технологии и предпринимательства.
- 1986 год — открыт факультет дошкольной педагогики.
- 1993 год — открыт факультет психологии.
- 1996 год — институт переименован в Карельский государственный педагогический университет (КГПУ)
- 2002 год — открыт факультет дополнительного образования.
- 2008 год — в КГПУ обучалось более 3500 студентов дневного и 1500 студентов заочного отделений. В университете 38 кафедр, аспирантура по 19 специальностям, библиотека 460 тыс. томов, 16 научно-исследовательских лабораторий, спортивный комплекс[1].
- 2009 год — ГОУВПО «КГПУ» переименован в ГОУВПО «Карельская государственная педагогическая академия».
- 2013 год — реорганизован путём присоединения к Петрозаводскому государственному университету (ПетрГУ) в качестве структурного подразделения под названием Институт педагогики и психологии ПетрГУ[2].

## Руководители
- 1931 — И. А. Вихко
- 1932—1935 — П. Е. Савельев
- 1938—1940 — К. Д. Митропольский
- 1946—1950 — М. К. Боев
- 1960—1962, 1964—1975 — П. И. Ихалайнен
- 1975—1999 — А. Н. Бритвихин
- 1999—2007 — В. Ф. Брязгин
- 2007—2013 — С. П. Гриппа
- с 2013 — Н. А. Бурдюгова

## Структура
- Кафедра педагогики и психологии детства
- Кафедра теории и методики начального образования
- Кафедра психологии
- Кафедра теории и методики общего и профессионального образования
- Кафедра изобразительного искусства и дизайна
- Кафедра технологического образования